# 尿道舟状窩
尿道舟状窩（にょうどうしゅうじょうか、英: Navicular fossa）は、陰茎亀頭部の外尿道口直近に位置する男性尿道海綿体部の短い拡張部分である。窩の天井部は特に拡張して空洞を形成しているので、男性尿道に医療器具を挿入する際に引っ掛かる可能性がある。これは男性尿道の3つの拡張部の一つであり、他の2つは前立腺と尿道球部に存在する。
舟状窩の壁は、尿道の中で唯一（尿路に典型的な移行上皮ではなく）重層扁平上皮で覆われた部分である。
陰茎の亀頭は発達初期には充実性であるが、管状化して舟状窩を形成する。